# Mason Burstow
Mason Paul James Burstow (Greenwich, Inglaterra, 4 de agosto de 2003) es un futbolista inglés. Juega de delantero y su equipo es el Bolton Wanderers F. C. de la League One.

## Trayectoria
Comenzó su carrera juvenil en las inferiores del Welling United F. C. y Maidstone United F. C. antes de llegar al Charlton Athletic F. C.  en 2020. Fue allí donde un año más tarde tuvo su debut profesional jugando en la English Football League One

#### Chelsea F. C.
Tras tan solo una temporada en el Charlton, el Chelsea Football Club puso los ojos en el y en enero de 2022 lo fichó a cambio de 1,8 millones de euros, manteniendo cedido en Charlton hasta mayo de ese mismo año.
De cara a la temporada 2023-24 fue promovido al primer equipo del Chelsea.

## Estadísticas

### Clubes
Actualizado al último partido disputado el 17 de agosto de 2024.
| Club                               | Div.          | Temporada     | Liga  | Liga  | Liga   | Copas nacionales | Copas nacionales | Copas nacionales | Copas internacionales | Copas internacionales | Copas internacionales | Total | Total | Total  |
| Club                               | Div.          | Temporada     | Part. | Goles | Asist. | Part.            | Goles            | Asist.           | Part.                 | Goles                 | Asist.                | Part. | Goles | Asist. |
| ---------------------------------- | ------------- | ------------- | ----- | ----- | ------ | ---------------- | ---------------- | ---------------- | --------------------- | --------------------- | --------------------- | ----- | ----- | ------ |
| Charlton Athletic F. C. Inglaterra | 3.ª           | 2021-22       | 16    | 2     | 1      | 7                | 4                | 2                | ―                     | ―                     | ―                     | 23    | 6     | 3      |
| Charlton Athletic F. C. Inglaterra | Total club    | Total club    | 16    | 2     | 1      | 7                | 4                | 2                | 0                     | 0                     | 0                     | 23    | 6     | 3      |
| Chelsea F. C. Inglaterra           | 1.ª           | 2023-24       | 2     | 0     | 0      | 1                | 0                | 0                | ―                     | ―                     | ―                     | 3     | 0     | 0      |
| Chelsea F. C. Inglaterra           | Total club    | Total club    | 2     | 0     | 0      | 1                | 0                | 0                | 0                     | 0                     | 0                     | 3     | 0     | 0      |
| Sunderland A. F. C. Inglaterra     | 2.ª           | 2023-24       | 20    | 1     | 0      | 0                | 0                | 0                | ―                     | ―                     | ―                     | 20    | 1     | 0      |
| Sunderland A. F. C. Inglaterra     | Total club    | Total club    | 20    | 1     | 0      | 0                | 0                | 0                | 0                     | 0                     | 0                     | 20    | 1     | 0      |
| Hull City A. F. C. Inglaterra      | 2.ª           | 2024-25       | 1     | 0     | 0      | 0                | 0                | 0                | ―                     | ―                     | ―                     | 1     | 0     | 0      |
| Hull City A. F. C. Inglaterra      | Total club    | Total club    | 1     | 0     | 0      | 0                | 0                | 0                | 0                     | 0                     | 0                     | 1     | 0     | 0      |
| Total carrera                      | Total carrera | Total carrera | 39    | 3     | 1      | 8                | 4                | 2                | 0                     | 0                     | 0                     | 47    | 7     | 3      |